# Межиріцька сільська рада (Коростенський район)
Межиріцька сільська рада — колишня адміністративно-територіальна одиниця та орган місцевого самоврядування у Народицькому і Коростенському районах Коростенської і Волинської округ, Київської й Житомирської областей Української РСР та України з адміністративним центром у с. Межирічка.

## Населені пункти
Сільській раді були підпорядковані населені пункти:
- с. Межирічка
- с. Барди

## Населення
Кількість населення ради, станом на 1923 рік, становила 1 046 осіб, кількість дворів — 197.
Відповідно до результатів перепису населення СРСР, кількість населення ради, станом на 12 січня 1989 року, становила 429 осіб.
Станом на 5 грудня 2001 року, відповідно до перепису населення України, кількість мешканців сільської ради становила 286 осіб.

## Склад ради
Рада складалася з 12 депутатів та голови.

### Керівний склад сільської ради
| ПІБ                           | Основні відомості                                                 | Дата обрання | Дата звільнення |
| ----------------------------- | ----------------------------------------------------------------- | ------------ | --------------- |
| Богайчук Микола Олександрович | Сільський голова, 1960 року народження, освіта, безпартійний      | 26.03.2006   | 31.10.2010      |
| Богайчук Микола Олександрович | Сільський голова, 1960 року народження, освіта вища, безпартійний | 31.10.2010   |                 |

Примітка: таблиця складена за даними джерела

## Історія
Створена 1923 року в складі сіл Межирічка та Плещівка Татарновицької волості Коростенського повіту Волинської губернії. 25 січня 1926 року с. Плещівка передане до Михайлівської сільської ради Коростенського району. Станом на 17 жовтня 1926 року в підпорядкуванні ради значився хутір Ворожанки, який, на 1 жовтня 1941 року, не перебував на обліку населених пунктів.
Станом на 1 вересня 1946 року сільська рада входила до складу Народицького району Житомирської області, на обліку в раді перебувало с. Межирічка.
28 серпня 1951 року до складу ради включено с. Барди Купечівської сільської ради Коростенського району. 11 серпня 1954 року, відповідно до указу Президії Верховної ради Української РСР «Про укрупнення сільських рад по Житомирській області», територію та населені пункти ради приєднано до складу Васьковицької сільської ради Коростенського району. Відновлена 9 жовтня 1961 року, відповідно до рішення Житомирського облвиконкому № 972 «Про зміни адміністративно-територіального поділу в Коростенському районі», шляхом перенесення адміністративного центру Купечівської сільської ради Коростенського району до с. Межирічка з підпорядкуванням с. Барди; с. Купеч підпорядковане Ходаківської сільської ради Коростенського району.
На 1 січня 1972 року сільська рада входила до складу Коростенського району Житомирської області, на обліку в раді перебували села Барди та Межирічка.
Виключена з облікових даних 17 липня 2020 року. Територію та населені пункти ради, відповідно до розпорядження Кабінету Міністрів України № 711-р від 12 червня 2020 року «Про визначення адміністративних центрів та затвердження територій територіальних громад Житомирської області», включено до складу Коростенської міської територіальної громади Коростенського району Житомирської області.
Входила до складу Народицького (7.03.1923 р.) та Коростенського (28.08.1951 р., 9.10.1961 р.) районів.